# علم جرينلاند

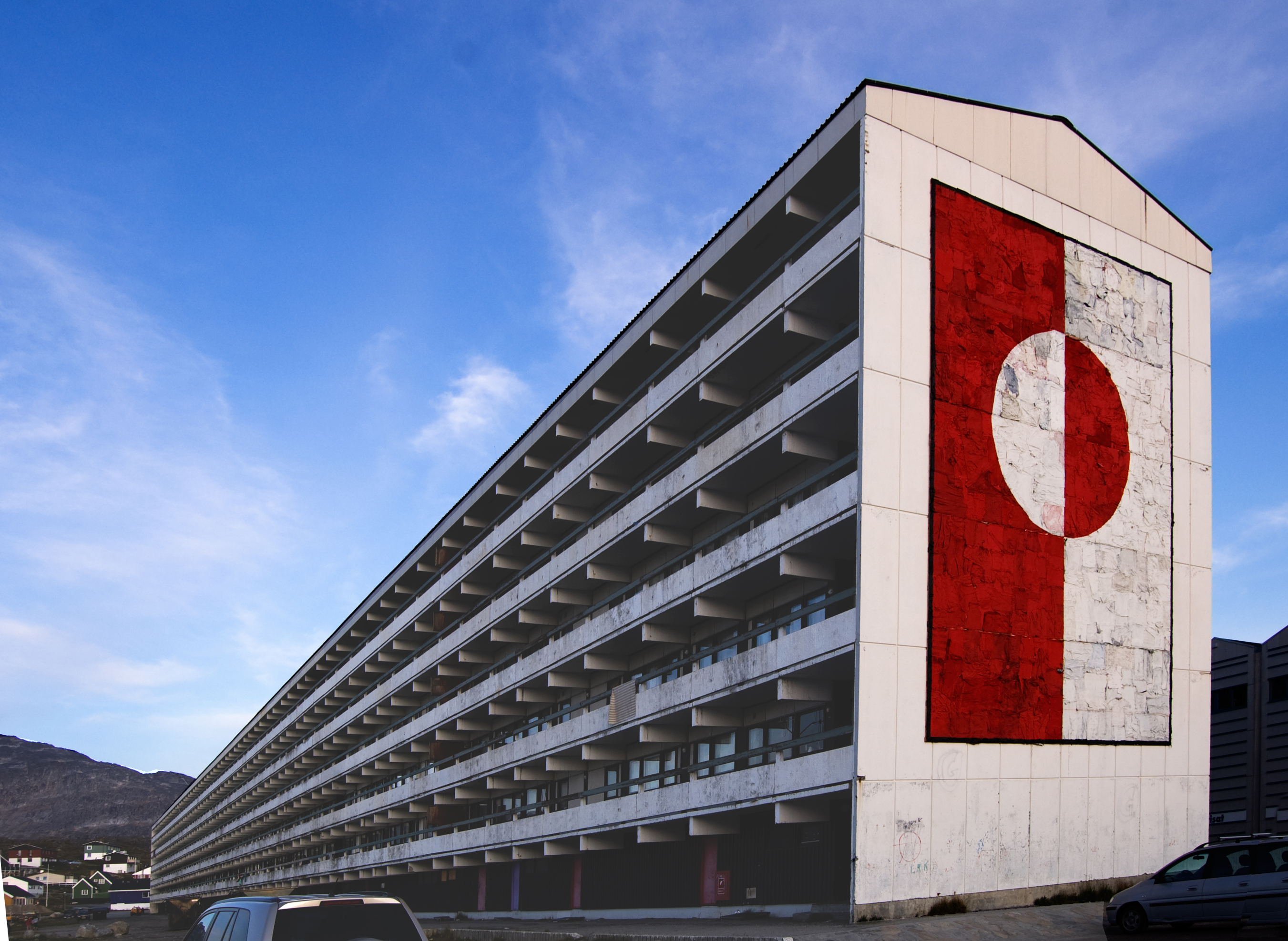
علم جرينلاند معروض بشكل عمودي على مبنى سكني (بلوك P) في نوك

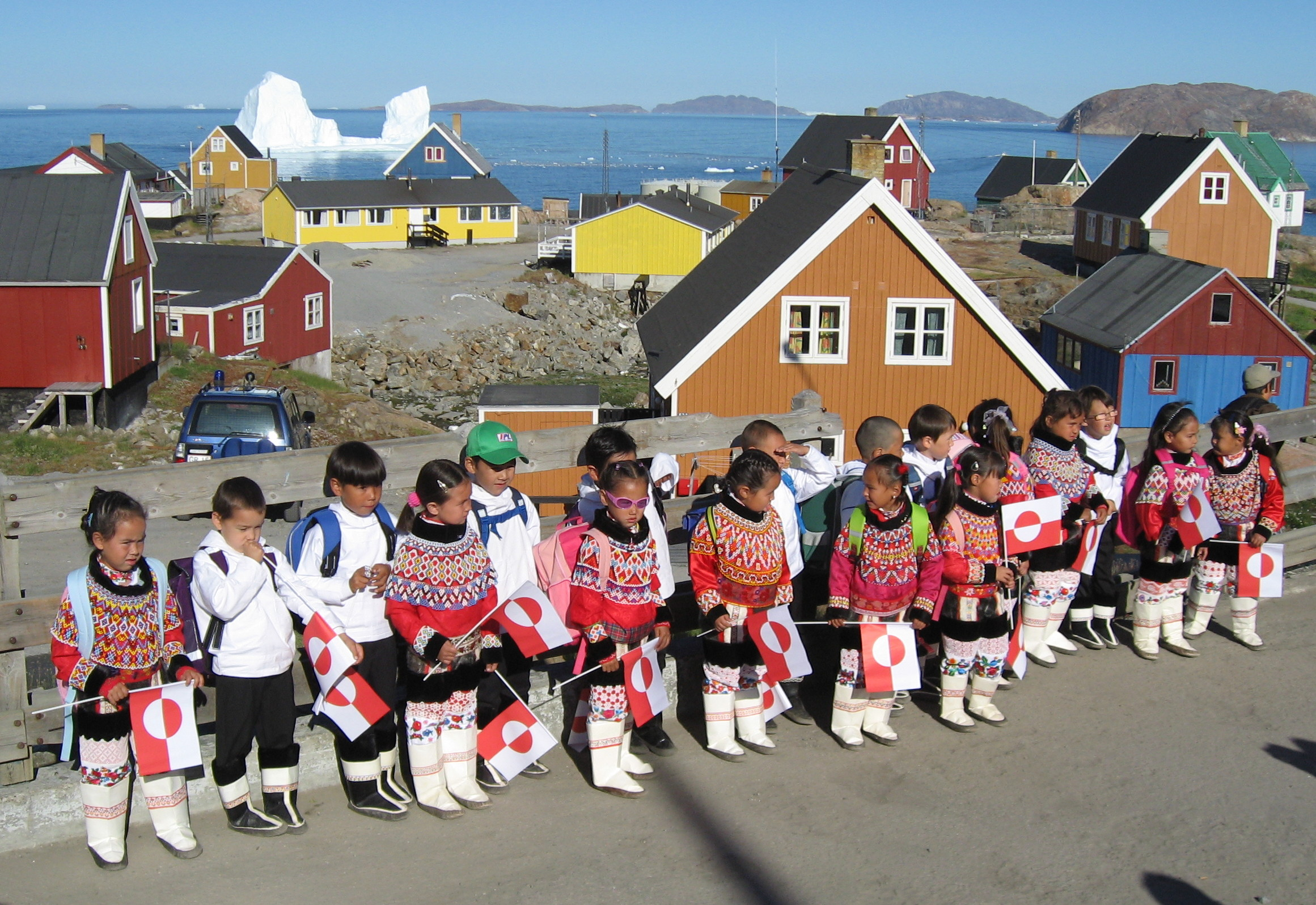
تلاميذ في أوبرنافِيك يحملون أعلامًا

علم جرينلاند (الجرينلاندية: Erfalasorput أو Kalaallit erfalasuat, الدنماركية: Grønlands flag) صمّمه المواطن الجرينلاندي ثو كريستيانسن. يتميز العلم بشريطين أفقيين متساويين من الأبيض (أعلى) والأحمر (أسفل) مع قرص أحمر وأبيض معكوس الألوان مائل قليلاً نحو السارية.
الاسم المحلي للعلم بلغة الكالاليست هو Erfalasorput، أي "علمُنا". كما يُستخدم المصطلح Aappalaartoq (أي "الأحمر") للإشارة إلى علم جرينلاند وكذلك إلى علم الدنمارك (Dannebrog). اليوم، يعرض سكان جرينلاند كلاً من Erfalasorput وDannebrog — غالبًا جنبًا إلى جنب. علم جرينلاند هو العلم الوطني الوحيد بين دول أو أقاليم الشمال الأوروبي الذي لا يتضمن صليبًا نوردِيًا، لكنه يشبه علم السامي الثقافي، الذي يتضمن أيضًا تصميماً دائريًا وتلوينًا معكوسًا بين الأرضية والرمز.

## التاريخ
بدأت فكرة تصميم علم خاص بجرينلاند في عام 1973، عندما اقترح خمسة جرينلانديين علمًا بالأخضر والأبيض والأزرق. في العام التالي، قامت صحيفة بجمع أحد عشر تصميمًا مقترحًا (جميعها تقريبًا تتضمن صليبًا نوردِيًا) واستفتت الناس لاختيار الأكثر شعبية.

مخطط بناء علم جرينلاند

لم تتوصّل اللجنة الحاسمة إلى إجماع، لذا طُلِب المزيد من التصاميم. وفي النهاية، فاز التصميم الحالي الأحمر والأبيض الذي أعدّه ثو كريستيانسن بفارق ضئيل على تصميم آخر يتضمن صليبًا نوردِيًا بالأخضر والأبيض، حيث نال 14 صوتًا مقابل 11. وتم اعتماد علم كريستيانسن رسميًا في 21 يونيو 1985.
احتفالًا بالذكرى العاشرة لاعتماد العلم، أصدرت هيئة البريد في جرينلاند طوابع تذكارية ومنشورًا أعدّه مصمم العلم. وصف فيه المصمم الشريط الأبيض بأنه يُمثّل الأنهار الجليدية والغطاء الجليدي الذي يغطي أكثر من 80٪ من الجزيرة؛ والشريط الأحمر يُمثّل المحيط؛ ونصف الدائرة الأحمر يرمز إلى الشمس التي تغرب في المحيط؛ أما نصف الدائرة الأبيض فيُشير إلى الجبال الجليدية والجليد البحري. كما يُحاكي التصميم مشهد غروب الشمس عند الأفق وانعكاسها على سطح البحر. في عام 1985، ذُكر أن تصميم علم جرينلاند مطابق تمامًا لتصميم علم نادي التجديف الدنماركي HEI Rosport، الذي تأسس قبل اعتماد علم جرينلاند. وليس واضحًا ما إذا كان هذا انتحالًا أم مجرد صدفة، لكن النادي منح جرينلاند إذنًا باستخدام العلم.
ألوان العلم هي ذاتها ألوان علم الدنمارك، مما يرمز إلى مكانة جرينلاند ضمن المملكة الدنماركية.
- علم دائرة التجارة الملكية الجرينلاندية المُستخدم قبل 1908
- علم الدنمارك المُستخدم قبل أن يصبح علم جرينلاند رسميًا
- علم جرينلاند الحالي

## تصاميم مقترحة أخرى
- أول علم مقترح لجرينلاند (1973)
- علم مقترح من تصميم ستيفن بيترسن (1974)
- علم مقترح من تصميم سفين تيتو آكن (1984)
- علم مقترح من تصميم أندرسن (1991)